# يوهان كريستيان ريتر
يوهان كريستيان ريتر (بالإنجليزية: Johann Christian Ritter)‏ هو مجلد كتب ‏ جنوب أفريقي، ولد في 25 يوليو 1755، وتوفي في 9 سبتمبر 1810.